# Crosio della Valle
Crosio della Valle (Croeus o Cros in dialetto varesotto) è un comune italiano di 622 abitanti della provincia di Varese in Lombardia.

## Origini del nome
Dal dialetto varesotto croeus o cros che significa "tracciati scavati nella montagna". Viene citata come Crucion sulla mappa del Ducato di Milano nella Galleria delle carte geografiche dei Musei Vaticani.

## Storia

### Simboli
Lo stemma e il gonfalone sono stati concessi con DPR del 29 luglio 1993.
Lo stemma rappresenta, su fondo azzurro, una quercia sradicata, con diciannove ghiande d'oro, il fusto attraversato da una ruota dentata di dodici pezzi e di sei raggi d'argento.
Il gonfalone è un drappo di bianco.

## Monumenti e luoghi d'interesse
Monumento notabile del comune è la piccola chiesa parrocchiale di Sant'Apollinare martire, primo vescovo di Ravenna. L'edificazione originaria di questo edificio, come appurato dai rilievi archeologici, risale attorno all'anno 1000; nel 1119 una comunità di monache benedettine che si era stabilita presso il tempietto provvide ad ampliarlo.
San Carlo Borromeo visitò la chiesina a metà del Cinquecento e colse l'occasione per dare indicazioni sulla necessità di ristrutturarla e ampliarla, così da ospitare più fedeli. Nella circostanza il tempio fu decorato con una serie di affreschi, di cui uno rappresentante san Carlo orante, che si aggiunsero al trittico più antico situato sul lato destro avanti il presbiterio, attribuito a Galdino da Varese e datato 1505. Sulla facciata che dà sulla strada si notano le figure di S. Antonio abate e di S. Cristoforo, mentre al centro sopra la porta di ingresso è affrescata una Madonna con Bambino; nel timpano si vede la colomba dello Spirito Santo e una decorazione meglio conservata. Sull'arco trionfale è venuta alla luce la scena dell'Annunciazione, mentre sulla parete dietro l'altare barocco si può contemplare la scena dell'agonia di Gesù nel Getsemani, pur mancando la figura del Cristo eliminato dalla posteriore nicchia barocca dove è posta una statua lignea dell'Addolorata.
In epoca contemporanea il restauro della chiesa, promosso da un apposito comitato e condotto da un'equipe guidata da Rossella Bernasconi, ha riportato alla luce un'altra serie di affreschi nel presbiterio, nell'arco trionfale e nella parete nord, datata al 1607 e attribuibile alla scuola della famiglia De Avogadro. L'intervento ha inoltre messo in sicurezza la struttura: dopo aver effettuato uno studio approfondito, i lavori di consolidamento strutturale sono iniziati nel luglio 2012, mentre l'opera di restauro degli affreschi è proseguita fino al 2019. Il battistero è stato dotato di un nuovo fonte battesimale in pietra della Val d'Ossola. 
Dalla piazza Paolo VI si apprezza il panorama sulla catena del Monte Rosa.

## Società

### Evoluzione demografica
- 142 nel 1751
- 188 nel 1805
- 233 nel 1853

Abitanti censiti

## Cultura
L'Accademia Musicale Camille Saint-Saens ha inaugurato la sua sede accademica presso Piazza Paolo VI, il 23 giugno 2007 con un concerto del giovane e apprezzato pianista Orazio Sciortino. 
L'accademia è dedita alla divulgazione dell'arte musicale ed al suo insegnamento, con corsi di musica che iniziano dall'insegnamento propedeutico della musica in culla per piccolissimi, fino ad arrivare a corsi di perfezionamento per adulti.

## Amministrazione
| Periodo | Periodo | Primo cittadino   | Partito                         | Carica  | Note |
| ------- | ------- | ----------------- | ------------------------------- | ------- | ---- |
| 2014    | 2019    | Andrea Della Rosa | Lista civica Per Crosio         | Sindaco |      |
| 2019    |         | Marco Bortolussi  | Lista civica Insieme per Crosio | Sindaco |      |